# Hanzei
Hanzei (反正天皇, Hanzei Tennō, on trouve aussi Hanshō Tennō) était le dix-huitième empereur du Japon, selon l'ordre reconnu de la succession. Aucune date ferme ne peut être assignée pour le règne de cet empereur, mais son règne se situe au début du Ve siècle, bien qu'on n'en connaisse pas les dates avec certitude. Les historiens lui attribuent cependant des dates de vie de 342 ou 352 à 411 et situent son règne à partir de 406, bien qu'aucune de ces dates n'ait de fondement réel.
Selon la légende, il succède à son frère Richū et assassine son autre frère, le rebelle Naka no Oji. Selon le Kojiki, il mesure plus de neuf pieds de haut (2,75 m) et a d'énormes dents toutes de la même taille. Toujours selon la légende, il règne depuis le palais de Shibakaki à Tajihi (actuellement, Matsubara près d'Osaka) et le pays connaît la paix durant son règne, avant qu'il ne meure paisiblement dans son palais.